# FC Gelsenkirchen-Schalke 04
FC Schalke 04 je njemački nogometni klub iz grada Gelsenkirchena. Dugi niz godina jedan je od popularnijih njemačkih klubova, iako je zadnje veliko uspješno razdoblje imao još u 1930-ima i 1940-ima. Prvi europski trofej osvojio je 1997. godine nakon što je u finalu Kupa UEFA pobijedio Inter iz Milana nakon izvođenja jedanaesteraca.
Svoje domaće utakmice igra na stadionu Veltins Arena, poznatijem i kao Arena AufSchalke.

## Klupski uspjesi

### Domaći uspjesi
Bundesliga:
- Prvak (7): 1934., 1935., 1937., 1939., 1940., 1942., 1958.
- Drugi (10): 1933., 1938., 1941., 1971./72., 1976./77., 2000./01., 2004./05., 2006./07., 2010., 2017./18.

Njemački nogometni kup:
- Prvak (5): 1936./37., 1971./72., 2000./01., 2001./02., 2010./11.
- Finalisti (7): 1934./35., 1935./36., 1940./41., 1941./42., 1954./55., 1968./69., 2004./05.

Liga kup:
- Prvak (1): 2004./05.
- Finalist (3): 2000./01., 2001./02., 2006./07.

### Europski uspjesi
Kup UEFA:
- Prvak (1): 1996./97. (finale)

Kup Alpa:
- Prvak (1): 1968.

Intertoto kup:
- Prvak skupine (2): 2003., 2004.

## Igrači iz Hrvatske
- Ivan Rakitić
- Fabijan Komljenović
- Marko Pjaca

## Vanjske poveznice
|  | Zajednički poslužitelj ima još gradiva o temi FC Gelsenkirchen-Schalke 04 |

- Službena stranica kluba